# 安全強化
在電腦安全領域中的安全強化（hardening）也稱為安全固化，是指減少系統的攻擊表面，提昇系統安全性的作法。若系統的功能越多，攻擊表面就越大。理論上單一功能的系統會比多功能的系統要安全。減少攻擊可能性的方式一般包括有更換預設密碼、移除不必要的軟體、不必要的用户或是登入、關閉或是移除不必要的服務。
依照NIST的定義，安全強化是指：「利用增加漏洞的修補程式，關閉不必要的服務來消除攻擊表面的作法。」
有許多對Unix及Linux系統安全強化的方式。這些包括有在内核增加像是Exec Shield或是PaX的修補程式，關閉通訊埠、架設入侵检测系统（IDS）、防火墙及入侵預防系統（IPS）。不過也有來源認為防火墙、入侵检测系统及入侵預防系統不算是安全強化。
也有用來安全強化的脚本语言和工具，像是Lynis、 Bastille Linux、Solaris系統的JASS以及Apache/PHP Hardener，這些工具可以在組態檔案中關閉不必要的功能，或是進行其他保護性的措施。

## 目的
實務上，安全強化的目的有以下幾點：
- 減少漏洞被利用的可能性
- 減少可能的攻擊方式
- 在駭客攻擊成功後，減少其可用的工具
- 在駭客攻擊成功後，減少其可取得的權限
- 增加系統偵測駭客攻擊的能力

安全強化也可能會降低系統的複雜度以及維護時需要花的心力，這也可以看成安全強化的另一個目的，可以增加系統受控的程度，減少管理錯誤的可能性。

## 二進制強化
二進制強化（Binary hardening）是一種分析並且修改二进制文件以避免常見暴露的安全技術。二進制強化和編譯器無關，和工具鏈（toolchain）有關。例如，有一種二進制強化技術是偵測潛在的緩衝區溢位，將已有的程式改為較安全的程式。處理二進制檔的優點是可以直接處理既有程式碼的漏洞，不需要其原始碼（原始碼可能已無法取得或是不完整。再者，相同的技術可以應用在由多個編譯器產生的二進制檔中，其中可能有些是比較不安全的。
二進制強化常伴隨著非確定性的，對控制流及指令位置的修改，其目的是避免駭客可以復用程式碼來進行攻擊。常見的強化技術有：
- 緩衝區溢位保護（英语：Buffer overflow protection）
- 堆疊溢位保護
- 地址无关執行檔及位址空間配置隨機載入
- Binary stirring（亂數化基礎區塊的地址）
- Pointer masking（避免代碼注入）
- 控制流亂數化（避免control flow diversion）

## 外部連結
- (PDF).   [2023-12-13]. （原始内容存档 (PDF)于2023-12-13）. at globalsecurity.org